# Thomas Lamparter
Thomas Lamparter, född den 9 juni 1978 i Bern, Schweiz, är en schweizisk bobåkare.
Han tog OS-brons i herrarnas fyrmanna i samband med de olympiska bobtävlingarna 2006 i Turin.